# Arensweiler
Arensweiler ist ein Ortsteil der Gemeinde Kressbronn am Bodensee im baden-württembergischen Bodenseekreis in Deutschland.

## Lage
Der Ortsteil Arensweiler liegt rund zwei Kilometer nordöstlich der Kressbronner Ortsmitte, zwischen den anderen Ortsteilen Poppis, Obermühle, Mittelmühle, Krummensteg und Gattnau, auf einer Höhe von rund 470 m ü. NHN. Südlich fließt der Nonnenbach vorbei; ihn umgibt hier ein Teil des Landschaftsschutzgebiets „Seenplatte und Hügelland südlich der Argen und Nonnenbachtal“.

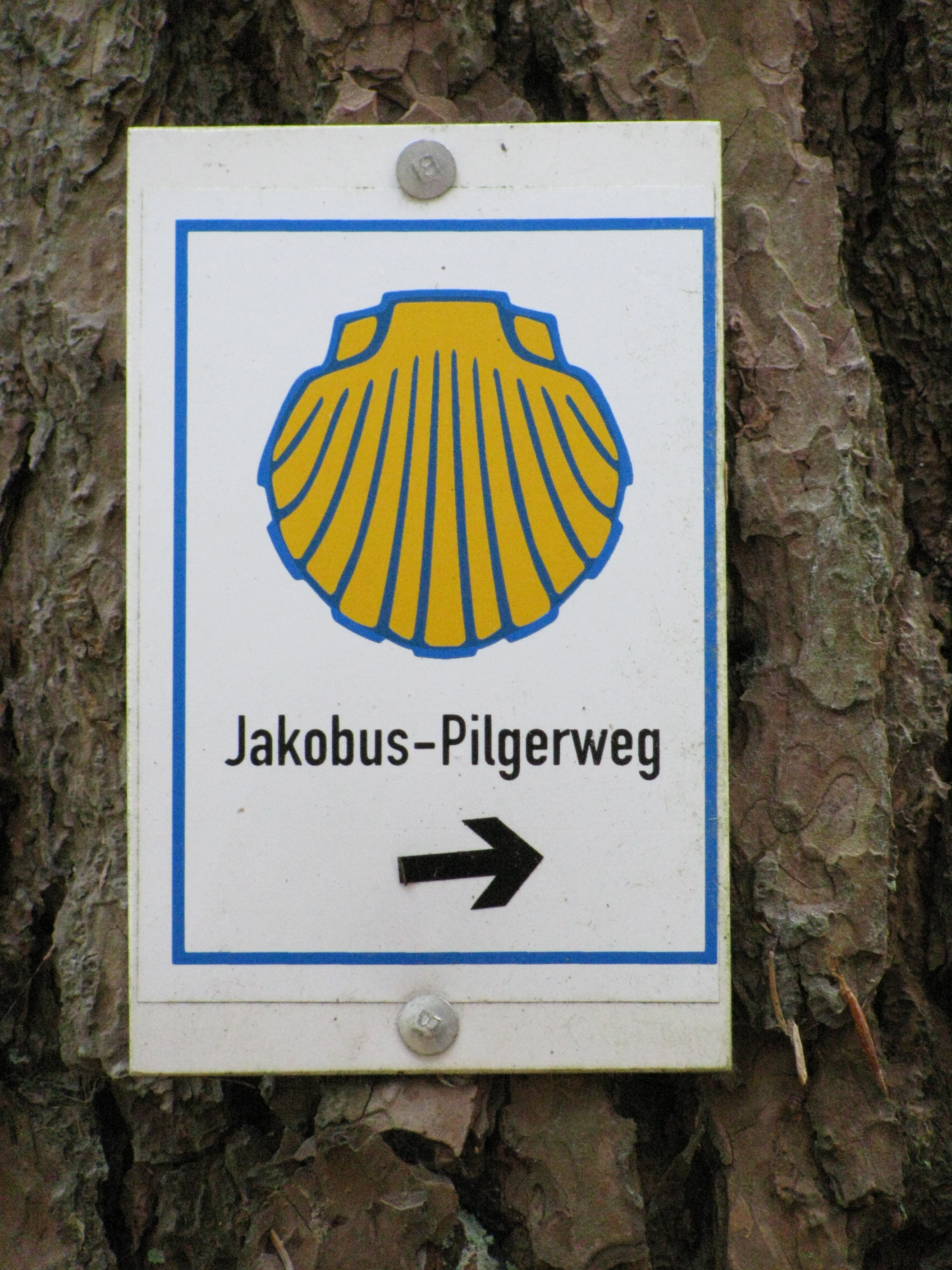
Wegzeichen

## Wanderwege
Durch Arensweiler verläuft unter anderem der östliche, von Brochenzell über Tettnang, Gießenbrücke und Gattnau herführende Zweig des Oberschwäbischen Jakobwegs, dessen Ziel die St.-Jakobus-Kapelle im bayerischen Nonnenhorn ist.
An Arensweiler vorbei führt die erste Etappe des Jubiläumswegs Bodenseekreis. Sie verläuft vom Kressbronner Bahnhof nach Neukirch. Am Aussichtspunkt zwischen Arensweiler und Poppis hat der Wanderer im Frühjahr eine herrliche Aussicht über unzählige blühende Obstbäume und den Bodensee hinüber zum 2502 Meter hohen Säntis im Appenzellerland.